# Sakiet Sidi Youssef
Sakiet Sidi Youssef ist ein kleiner Ort im Gouvernement Kef im Nordwesten von Tunesien mit 17.500 Einwohnern (Stand 2014). Es ist das Zentrum eines tunesischen Verwaltungsbezirks (Delegation). Der Ort liegt unmittelbar an der Grenze zu Algerien.
Der Ort wird schon bei Claudius Ptolemäus als Naraggara erwähnt und von Polybios als Margaron. Er taucht auch auf der Tabula Peutingeriana auf.
Es gibt dort ein Krankenhaus. Er liegt an der Nationalstraße N 5 von Tunis, die ab der Grenze auf algerischer Seite die RN 81 wird.

## Bombardierung 1958
Der Ort ist vor allem bekannt als Ziel eines Luftangriffs der französischen Armee im Rahmen des Algerienkrieges am 8. Februar 1958. Der Angriff erfolgte an einem Samstag, einem Markttag um die Mittagszeit (etwa 10 Uhr 50) und es gab über 70 Tote und 130 Verwundete, meist Zivilisten. Darunter waren auch ein Dutzend Schüler einer Grundschule und auch zwei Lastwagen des Roten Kreuzes wurden getroffen. Das Rote Kreuz betreute nahe dem Ort ein Lager von Flüchtlingen aus Algerien. Beteiligt waren 25 Flugzeuge (11 Bomber des Typs Douglas A-26 Invader, 6 Jäger des Typs Corsair und 8 des Typs Mistral). Sie neutralisierten die örtlich vorhandene Flak und bombardierten eine verlassene Bleimine, die als Unterschlupf der Rebellen diente.
Der tunesische Präsident Habib Bourguiba war empört und verlangte daraufhin einen Rückzug der Franzosen und blockierte deren Stützpunkte. Die Zerstörung des Ortes wurde am Folgetag der internationalen Presse gezeigt und die danach erfolgte internationale Kritik war ein Beitrag zur Beendigung des Algerienkriegs. Bourguiba rief die Vereinten Nationen an, was dazu führte, dass die Briten und die USA sich in den Algerienkrieg einmischten und dieser internationalisiert wurde. Das wiederum führte kurz darauf zum Rücktritt des französischen Premierministers Félix Gaillard, der dadurch den Rückhalt in der Bevölkerung verloren hatte. In der Folge kam es zu einer schweren Regierungskrise in Frankreich, und nachdem der Interimspräsident Pierre Pflimlin im Mai 1958 nach dem Militärputsch in Algier gestürzt wurde, kam Charles de Gaulle an die Macht (Beginn der Fünften Republik Frankreichs), der schließlich den Algerienkrieg entgegen der ursprünglichen Erwartung eines Großteils des französischen Militärs in Algerien 1962 beendete. Bourguiba seinerseits stand unter Druck unter anderem von Ägypten, dessen Präsident Gamal Abdel Nasser – zu dem sich außerdem seine ehemalige rechte Hand Salah Ben Youssef ins Exil begeben hatte – ihn wegen seiner nachgiebigen Haltung gegenüber den Franzosen kritisierte, wollte aber zunächst keinen offenen bewaffneten Konflikt mit den Franzosen, sondern die noch junge Unabhängigkeit des Landes stabilisieren und gab deshalb der Vermittlerrolle von Großbritannien und den USA nach.
Der Angriff war eine Vergeltungsaktion der Franzosen, da man den Ort als Zentrum des Widerstandes sowohl in Algerien (Nationale Befreiungsfront, Front de Libération Nationale, FLN) als auch in Tunesien verdächtigte. Tunesien war zwar seit 1956 offiziell unabhängig, es gab aber noch eine starke französische Militärpräsenz besonders im auch für den Algerienkrieg wichtigen Hafen von Bizerta, bei dem es 1961 zur Bizerta-Krise kam, als die Franzosen einen Versuch der Tunesier den Stützpunkt zu blockieren blutig niederschlugen. 
Am Morgen des Angriffs auf den Ort war ein französisches Aufklärungsflugzeug von einem Maschinengewehr aus der Nähe des Orts beschossen worden, die in Tebessa notlanden konnte, und am 30. Januar wurde eine T-6 der Franzosen in der Nähe von Sakiet Sidi Youssef abgeschossen. Am 11. Januar überfielen rund 300 algerische Rebellen, die aus Sakiet Sidi Youssef kamen, eine aus 50 Mann bestehende Patrouille des 23. Infanterieregiments der Franzosen unter Hauptmann Allard, töteten 14 Soldaten und zogen sich danach mit vier Gefangenen über die tunesische Grenze zurück. Schon am 2. Januar war es den Rebellen gelungen vier französische Soldaten bei einem Grenzscharmützel gefangen zu nehmen, woraufhin der französische Präsident Gaillard den General Buchalet zu Bourguiba sandte, der sich aber weigerte diesen als ehemaligem Gegner im tunesischen Unabhängigkeitskampf zu empfangen. Später, am 29. April wurden drei Gefangene von den Rebellen erschossen, was den Algerienkonflikt weiter zuspitzte. 
Der Angriff erfolgte vom französischen Militär ohne Rückendeckung aus Paris. Der Befehlshaber des 5. Luftbezirks General Edmond Jouhaud beantragte den Angriff als Vergeltungsangriff für den Verlust seiner Flugzeuge und legte den Plan dem französischen Generalstabschef Paul Ély vor, der sich die mündliche Zusage von Verteidigungsminister Jacques Chaban-Delmas holte. Der Premierminister Felix Gaillard wurde nicht unterrichtet, auch wenn dieser vor dem Parlament die Verantwortung übernahm (mit Hinweis auf zuvor erfolgte Übergriffe von tunesischem Territorium aus).